# Krantenbank
Een krantenbank of tijdschriftenbank is een archief van dagbladen, weekbladen en andere periodieken dat online te raadplegen is. Oude dagbladen en periodieken waar geen auteursrecht meer op rust, zijn doorgaans online gratis te lezen op sites van openbare landelijke, regionale of gemeentelijke archieven. Als er nog wel auteursrecht op rust, zijn ze veelal niet vrij online toegankelijk, maar kunnen ze wel tegen betaling geraadpleegd worden op de site van het betreffende dagblad of periodiek. Er kan gewoonlijk op verschillende manieren gezocht worden: trefwoord, datum, titel et cetera. Opslaan en afdrukken is ook dikwijls mogelijk. Kranten en tijdschriften zijn dikwijls ook via digitale bibliotheken te raadplegen.

## Particuliere krantenbanken
Een zestal Nederlandse landelijke dagbladen was digitaal in te zien op de niet meer actieve site Krantenbank.nl. De krantenbank van LexisNexis is alleen toegankelijk in bibliotheken van universiteiten en hogescholen die een licentie hebben afgesloten. 

## Publieke krantenbanken

### internationaal
- Canada en Verenigde Staten: news.google.com, krantenbank, onder meer Engels-, Frans- en Spaanstalig
- Franstalig: Bibliothèque du réseau francophone numérique, niet alleen kranten
- Media: Media History, boeken en tijdschriften over film en geluid

### Europa
- diverse Europese landen: Europeana Collections en The European Library – newspapers, in Europeana niet alleen kranten

### Australië
- Australië: National Library of Australia

### België
- Aalst: Digitaal krantenarchief – Stadsarchief Aalst
- België: Abraham – Catalogus van Belgische kranten (1830–1950) in Brusselse en Vlaamse archieven
- België: Belgica en Belgicapress (BelgicaPress) van de KBR (Koninklijke Bibliotheek van België)
- België: Nieuws van de Groote Oorlog (Het Archief), kranten, gecensureerde pers en frontblaadjes uit de Eerste Wereldoorlog
- België: Le Soir, krantenarchief van 1989 af
- België: The Belgian War Press, clandestiene en gecensureerde uit de Eerste en Tweede Wereldoorlog
- Brugge: Historische kranten – Erfgoed Brugge
- Kempen: Kempens Erfgoed
- Kortrijk: Beeldbank – Kortrijk, L’Écho de Courtrai, Gazette van Kortrijk, Kortrijksch Handelsblad, Het Kortrijksche Volk
- Oostende: Bibliotheek Kris Lambert, Nederlands- en Franstalige dag- en weekbladen uit Oostende en de kustregio
- Oostkantons: Das Staatsarchiv in Belgien en Index
- Vlaanderen: Historische Kranten
- Vlaanderen: archief Het Laatste Nieuws

### Canada
- Québec: BanQ, krantenbank van de Bibliothèque et Archives nationales du Québec

### Duitsland
- Duitsland: ZEFYS Zeitungsinformationssystem, krantenbank van de Staatsbibliothek Berlin, ook Duitstalige kranten van andere instellingen
- Duitsland: Zeitschriften Datenbank, tijdschriftenbank

### Frankrijk
- Auvergne-Rhône-Alpes: Lectura Plus, kranten uit de departementen Ain, Ardèche, Drôme, Isère, Loire, Puy-de-Dôme, Savoie en Haute-Savoie
- Frankrijk: Gallica, digitale collectie van de Bibliothèque nationale de France, niet alleen kranten
- Frankrijk: Retronews, krantenbank van de Bibliothèque nationale de France, 1632–1950
- Frankrijk: Presse locale ancienne, Bibliothèque nationale de France, lijst lokale krantenbanken
- Frankrijk: Presse, journaux et imprimés numérisés par les départements et les communes, Archives de France, departementale en gemeentelijke krantenbanken
- Frankrijk: Giga-presse, nationale, regionale en  lokale krantenbanken
- Frankrijk: Les gazettes européennes du 18e siècle
- Frankrijk: Le Monde
- Frankrijk: L'Express,1953–heden
- Rouen: Le Journal de Rouen,1762–1850

### Groot-Brittannië
- Groot-Brittannië: The British Newspaper Archive
- Groot-Brittannië: The Gazette
- Groot-Brittannië: The Illustrated First World War

### Ierland
- Ierland: National Library of Ireland

### Luxemburg
- Luxemburg: Luxemburgensia en eluxemburgensia, kranten en weekbladen Bibliothèque nationale de Luxembourg

### Nederland
- Alkmaar: Kranten – Regionaal Archief Alkmaar
- Alkmaar: Tijdschriften – Regionaal Archief Alkmaar
- Alphen-aan-den-Rijn: Gemeentearchief Alphen-aan-den-Rijn
- Amsterdam: Gazette d’Amsterdam, Les gazettes européennes du 18e siècle
- Amsterdam: Historisch Archief 1877-1940, De (Groene) Amsterdammer
- Amsterdam: Het Parool, illegale edities juli 1940 – mei 1945
- Barneveld, Ede & Scherpenzeel Gemeentearchieven Barneveld, Ede & Scherpenzeel
- Betuwe, Bommelerwaard: Regionaal Archief Rivierenland
- Blaricum, Eemnes & Laren: Digitale Krantenarchief – Blaricum, Eemnes & Laren
- Den Haag: Haagsche Courant
- Deventer: Stadsarchief Deventer
- Dordrecht: Regionaal archief Dordrecht
- Drente: Drents Archief
- Eemland: Historische Kranten – Archief Eemland
- Enkhuizen: Kroniek van Enkhuizen
- Epe, Hattem, Heerde: Streekarchief Epe, Hattem, Heerde
- Epe, Hattem, Heerde: Streekarchief Epe, Hattem, Heerde (gearchiveerd)
- Flevoland: Het Flevolands Archief, kranten nog niet online (februari 2020)
- Friesland: Krant van Toen
- Gooi en Vechtstreek: Gooi en Vecht Historisch
- Gorinchem: krantenbank – Regionaal Archief Gorinchem
- Kampen: krantenbank – Stadsarchief Kampen
- Langstraat, Heusden, Altena: Kranten Streekarchief Langstraat Heusden Altena
- Leeuwarden: Digitale periodieken – Historisch Centrum Leeuwarden
- Leiden: Historische Kranten – Erfgoed Leiden en Omstreken
- Leiden: Gazette de Leyde, Les gazettes européennes du 18e siècle
- Limburg: personeelsbladen en jaarverslagen van de Staatsmijnen
- Limburg: Via Limburg
- Meppel: Meppeler Courant
- Midden-Holland: krantenbank – Streekarchief Midden-Holland
- Nederland: Archieven.nl, regionale en gemeentelijke archieven, niet alleen kranten
- Nederland: Au Courant, driemaandelijkse krant van de Vereniging van Kranten- en Tijdschriftenverzamelaars
- Nederland: Delpher, Delpher, kranten- en tijdschriftenbank van de Koninklijke Bibliotheek van Nederland, ook boeken en radiobulletins
- Nederland: illegale Trouw (1943–1945)
- Nederland: Digibron, Kenniscentrum Gereformeerde Gezindte
- Nijmegen: Digitale Studiezaal van het Regionaal Archief Nijmegen
- Noord-Brabant: Brabants Historisch Informatiecentrum, kranten regio Noordoost-Brabant
- Noord-Holland: Krantenviewer – Noord-Hollands Archief
- Noordwest-Veluwe: Periodiekenviewer – Streekarchivariaat Noordwest-Veluwe en collectie kranten – Streekarchivariaat Noordwest-Veluwe
- Peel en Maas: Digitale periodieken in de voormalige gemeenten Helden, Meijel, Kessel en Maasbree
- Rijnstreek en Lopikerwaard: krantenbank – Regionaal Historisch Centrum Rijnstreek en Lopikerwaard
- Rijssen-Holten: Digitale krantenarchief – Erfgoed Rijssen-Holten
- Roermond: Gemeentearchief Roermond
- Rotterdam: krantenarchief – De Oud-Rotterdammer
- Rotterdam: Gemeentearchief Rotterdam (Rotterdams Nieuwsblad, 1929–1946)
- Schagen: Zijper Museum, Zijper Courant en Schager Courant
- Schiedam: Krantenkijker Gemeentearchief Schiedam
- Urk: Documentatiecentrum Urk
- Utrecht: Het Utrechts Archief, Utrechts Nieuwsblad
- Utrecht: Regionaal Historisch Centrum (RHC) Zuidoost-Utrecht
- Veenendaal: Digitale periodieken – Gemeentearchief Veenendaal
- Venray: Weekbladen uit de gemeente Venray
- Wageningen: Gemeentearchief Wageningen, Wageningsche Courant
- Wageningen: Krantenviewer Gemeentearchief Wageningen (gearchiveerd), Wageningsche Courant
- Wassenaar: Gemeentearchief Wassenaar – kranten, boeken en tijdschriften
- Waterland: Waterlands Archief
- Waterland: Krantenviewer Waterlands Archief (gearchiveerd)
- Weert: digitale studiezaal – Erfgoedhuis Weert, niet alleen kranten
- West-Friesland: West-Fries Archief– Kranten
- Westland: Historisch Archief Westland – Kranten
- Zaanstad: krantenbank – Gemeentearchief Zaanstad
- Zeeland: Krantenbank Zeeland
- Zeeland: Tijdschriftenbank Zeeland

### Nieuw-Zeeland
- Nieuw-Zeeland: Papers Past, krantenbank van de National Library of New Zealand

### Oostenrijk
- Oostenrijk: AustriaN Newspapers Online, krantenbank van de Österreichische Nationalbibliothek
- Oostenrijk: Arbeiter-Zeitung
- Oostenrijk: Burgenländische Freiheit

### Spanje
- Spanje: Biblioteca Virtual de Prensa Histórica, kranten- en tijdschriftenbank

### Verenigde Staten
- Verenigde Staten: Chronicling America, krantenbank van de Library of Congress
- Californië: California Digital Newspaper Collection, krantenbank van Californië

### Zwitserland
- Aargau: Aargau Digital, krantenbank van de Aargauer Kantonsbibliothek
- Bern: Gazette de Berne – Nouvelles de divers endroits, 1689–1798
- Franstalig: Le Temps, Gazette de Lausanne, Journal de Genève, Le Nouveau Quotidien
- Lugano: Archivio digitale dei Quotidiani e Periodici, Biblioteca cantonale di Lugano
- Neuchâtel: lexpressarchives.ch en limpartialarchives.ch, krantenbanken van de Société Neuchâteloise de Presse, 1738–2018
- Schaffhausen: Schaffhauser Nachrichten, 1861–heden
- Vaud: Scriptorium, krantenbank van de Bibliothèque cantonale et universitaire te Lausanne
- West-Zwitserland: réro doc bibliothèque numérique, Presse numérisée, bibliotheken van West-Zwitserland
- Zwitserland: e-newspaperarchives.ch[dode link], krantenbank van de Bibliothèque nationale suisse (Schweizerische Nationalbibliothek)
- Zwitserland: e-periodica.ch, tijdschriftenbank van de Eidgenössische Technische Hochschule Zürich